# Córdoba (Colômbia)

Localização de Córdoba no departamento de Bolívar

Córdoba é um município da Colômbia no departamento de Bolívar.